# ان‌جی‌سی ۷۱۹۱
ان‌جی‌سی ۷۱۹۱ (انگلیسی: NGC 7191) یک کهکشان مارپیچی است که در صورت فلکی هندی واقع شده است. این کهکشان توسط ستاره شناس انگلیسی جان هرشل در سال ۱۸۳۵ کشف شده است.